# Pintures murals de l'absis de Sant Martí Sescorts
Les pintures murals de l'absis de Sant Martí Sescorts són unes pintures murals originals de l'església de Sant Martí Sescorts (l'Esquirol, Osona) realitzades pel pintor medieval conegut amb el nom de Mestre de Cardona durant el primer quart del segle xii. Es troben actualment al Museu Episcopal de Vic, on es conserven cinc fragments d'aquestes pintures. La tècnica emprada per a l'elaboració d'aquesta obra és la de pintura al tremp sobre arrebossat, posteriorment va ser traslladada a llenç.Les pintures més ben conservades són les d'Adam i Eva recriminats per Déu (de Déu només se'n conserva una mà) i l'expulsió del Paradís. Els altres fragments presenten a Sant Martí de Tours partint la capa, i la resurrecció del catecumen mort. Es coneix l'existència d'un sisè fragment, el pecat original, del qual se'n té constància només per una fotografia presa just abans del seu arrencament.